# Rory
Rory [englische Aussprache ˈɹɔːɹi] ist ein männlicher Vorname, der aus dem irisch-schottischen Sprachraum stammt. Er kommt auch als Familienname vor.

## Herkunft und Bedeutung
Der Name ist die anglisierte Form des irischen Namens Ruaidhrí mit der Bedeutung Roter König, gebildet aus dem irischen ruadh (rot) und rí (König). Irische Varianten des Namens sind u. a. Ruairí bzw. Ruairi.
Als Kurzform für Aurora tritt der Name selten auch als weiblicher Vorname auf.

## Namensträger

### Vorname

#### A
- Rory Acton Burnell, britischer Schauspieler und Synchronsprecher
- Rory Allen (* 1977), englischer Fußballspieler

#### B
- Rory Best (* 1982), irischer Rugbyspieler
- Rory Brady (1957–2010), irischer Generalstaats- und Prozessanwalt
- Rory Byrne (* 1944), südafrikanischer Ingenieur und Rennwagen-Designer

#### C
- Rory Calhoun (1922–1999), US-amerikanischer Schauspieler
- Rory Carroll (* 1972), irischer Journalist
- Rory Cochrane (* 1972), US-amerikanischer Schauspieler
- Rory Collins (* 1955), britischer Epidemiologe
- Rory Enrique Conde (* 1965), US-amerikanischer Serienmörder
- Rory Culkin (* 1989), US-amerikanischer Filmschauspieler
- Rory Currie (* 1998), schottischer Fußballspieler

#### D
- Rory Dames (* 1973), amerikanischer Fußballtrainer und -funktionär
- Rory Delap (* 1976), irischer Fußballspieler

#### F
- Rory Fallon (* 1982), neuseeländischer Fußballspieler
- Rory Fitzpatrick (* 1975), US-amerikanischer Eishockey-Verteidiger
- Rory Fleck-Byrne (* 1988/89), irischer Schauspieler

#### G
- Rory Gallagher (1948–1995), irischer Gitarrist und Songwriter
- Rory Gibbs (* 1994), britischer Ruderer

#### K
- Rory Keuscher (* 1979), deutscher Basketballspieler
- Rory Kiely (1934–2018), irischer Politiker der Fianna Fáil
- Rory Kinnear (* 1978), britischer Schauspieler

#### L
- Rory Leonard (* 2001), britischer Leichtathlet
- Rory Linkletter (* 1996), kanadischer Leichtathlet
- Rory Loy (* 1988), schottischer Fußballspieler

#### M
- Rory Maclean (* 1954), kanadischer Schriftsteller
- Rory MacLeod (* 2006), schottischer Fußballspieler
- Rory McCann (* 1969), britischer Schauspieler
- Rory McEwen (1932–1982), schottischer Maler und Folkmusiker
- Rory McIlroy (* 1989), nordirischer Profigolfer
- Rory McKenzie (* 1993), schottischer Fußballspieler
- Rory McLeod (* 1971), englischer Snookerspieler
- Rory Morrison (1964–2013), britischer Hörfunkmoderator

#### O
- Rory O’Connor (1883–1922), irisch-republikanischer Aktivist
- Rory O’Hanlon (* 1934), irischer Politiker (Fianna Fáil)
- Rory O’Reilly (* 1955), US-amerikanischer Radrennfahrer

#### R
- Rory Rawlyk (* 1983), kanadischer Eishockeyspieler
- Rory Reid (* 1979), britischer Journalist und Fernsehmoderator

#### S
- Rory Sabbatini (* 1976), südafrikanischer Golfspieler
- Rory J. Saper (* 1996), britischer Schauspieler
- Rory Six (* 1983), belgischer Musicaldarsteller
- Rory Stewart (* 1973), schottischer Akademiker, Schriftsteller und Politiker
- Rory Stewart (Squashspieler) (* 1996), schottischer Squashspieler
- Rory Storm (1938–1972), britischer Musiker
- Rory Sutherland (Radsportler) (* 1982), australischer Radrennfahrer

#### T
- Rory Tapner (* 1959), britischer Finanzjurist und Manager
- Rory Townsend (* 1995), irischer Radrennfahrer

#### W
- Rory Watt, neuseeländischer Squashspieler
- Rory Whittaker (* 2007), schottischer Fußballspieler
- Rory Winston, amerikanischer Schriftsteller und Dichter

#### Y
- Rory Young (1972–2021), irischer Wildtierschützer und Anti-Poaching Stratege

### Form Ruairí / Ruairi
- Ruairi, König der Inseln († 1247), schottischer Adeliger
- Ruairi Macruarie († unsicher: 1318), schottischer Adliger
- Ruairí Ó Brádaigh (1932–2013), irischer Politiker ([Republican] Sinn Féin) und IRA-Stabschef
- Ruairí O’Brien (* 1962), irischer Architekt und Künstler
- Ruairi O’Connor (* 1991), irischer Schauspieler
- Ruairi Quinn (* 1946), irischer Architekt und Politiker
- Ruairí Robinson (* 1978), irischer Animator und Filmregisseur

### Weibliche Kurzform
- Rory Block (* 1949), US-amerikanische Musikerin und Sängerin
- Rory Bosio (* 1984), US-amerikanische Ultramarathon- und Bergläuferin
- Rory Flynn (* 1947), US-amerikanische Schauspielerin, Fotografin und Autorin
- Rory Kennedy (* 1968), US-amerikanische Regisseurin und Filmproduzentin

### Familienname
- Rossana Rory (1927–2020), italienische Schauspielerin

## Weiteres
- Rory Storm & the Hurricanes, britische Band